# Center am Potsdamer Platz

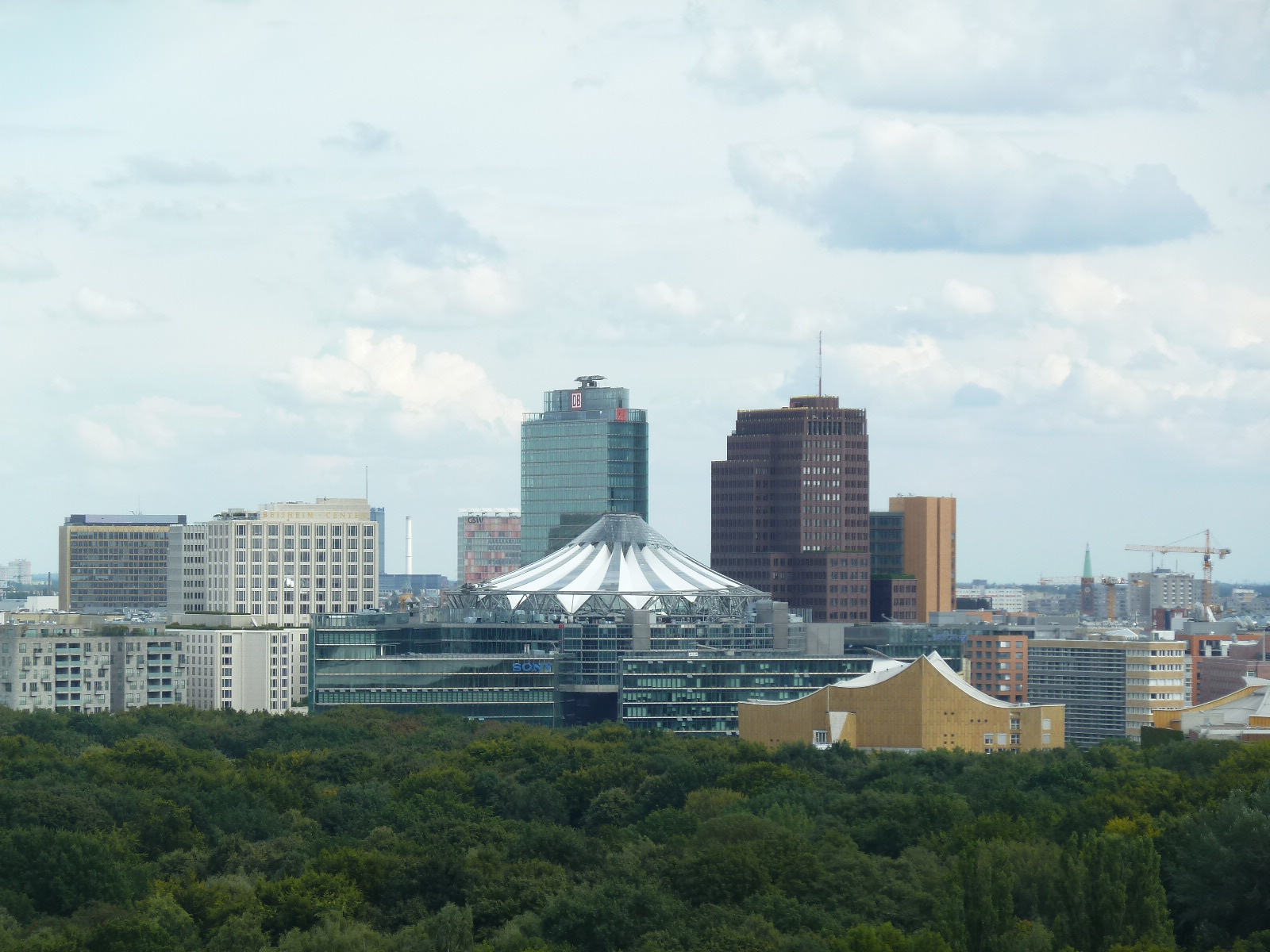
Berliner Philharmonie, Center und Bahntower (von vorne nach hinten)

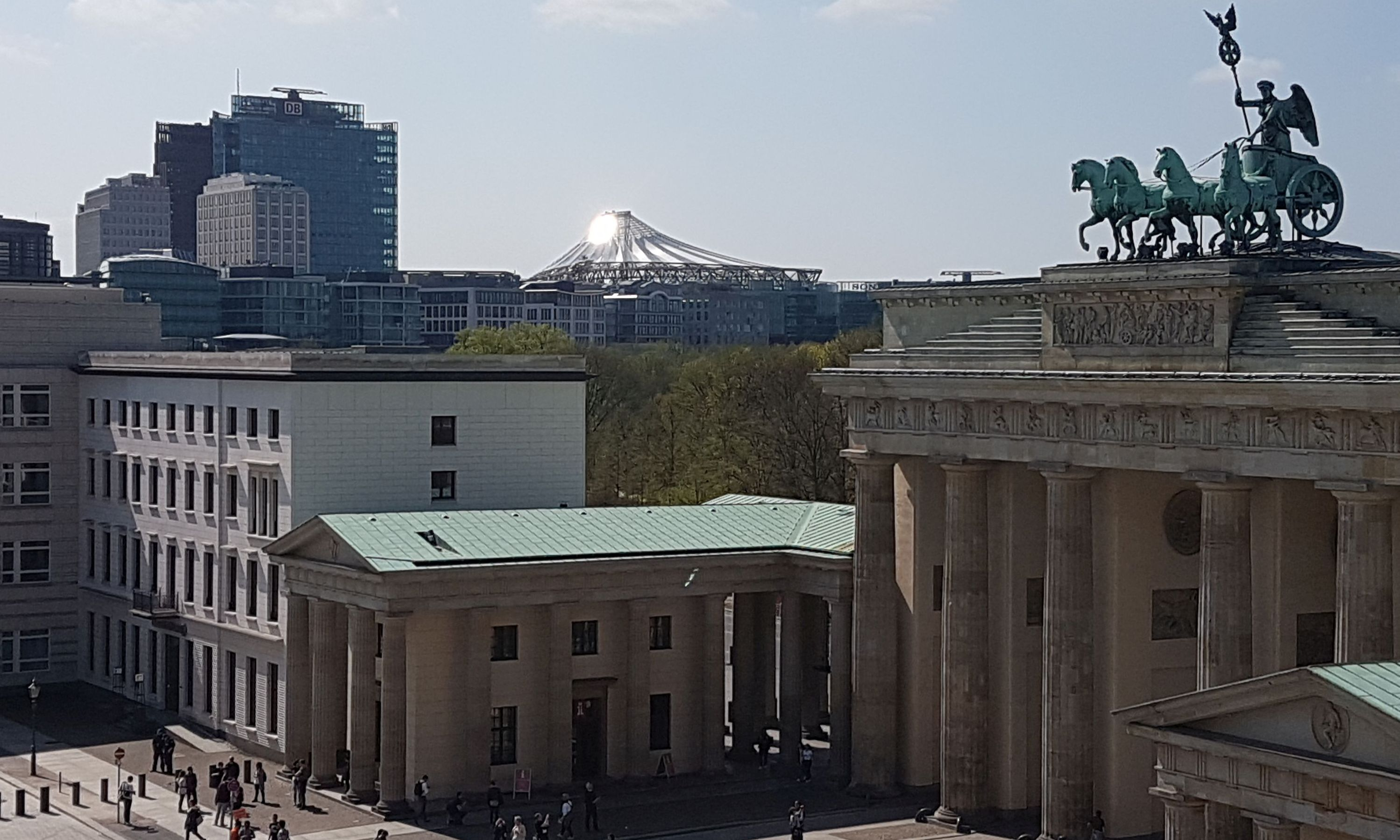
Das dem Fujisan nachempfundene Center von der Dachterrasse des Allianz Forums gesehen, rechts die Quadriga auf dem Brandenburger Tor, links die Amerikanische Botschaft

Das Center am Potsdamer Platz (bis März 2023 offiziell Sony Center) ist ein Bauensemble am Potsdamer Platz im Berliner Ortsteil Tiergarten des Bezirks Mitte. In einem der futuristischen sieben Gebäude – gegenüber der Philharmonie am Kemperplatz gelegen – befand sich zunächst die Europazentrale, nun die deutsche Niederlassung von Sony.

## Geschichte
Der Architekt Helmut Jahn, Geschäftsführer des Chicagoer Büros Murphy/Jahn, hat mit dem Center einen Komplex mit sieben Gebäuden auf einem rund 26.000 m² großen Grundstück im Bezirk Mitte entworfen, die Bauzeit betrug drei Jahre. Bereits am 20. Januar 2000 wurde der Entertainmentbereich des Centers eröffnet, die Eröffnung des gesamten Komplexes fand am 14. Juni 2000 statt. Angeordnet in einer charakteristischen dreieckigen Form wurde das Center für eine Misch-Nutzung aus Arbeiten, Wohnen und Unterhaltung konzipiert. An der Spitze dieses Dreiecks befindet sich der 103 Meter hohe Bahntower – neben den drei anderen Hochhäusern am Potsdamer Platz ein weithin sichtbares Gebäude.
Vom 20. Januar 2000 bis 21. Februar 2001 existierte die Music Box. Am 31. März 2007 wurde das Legoland Discovery Center eröffnet.
Am 18. April 2008 wurde das Sony Center an eine Investorengruppe aus Deutschland und den USA verkauft. Der Kaufpreis entsprach ungefähr den ursprünglichen Investitionskosten in Höhe von rund 750 Millionen Euro.
Am 21. Mai 2010 verkaufte die Investorengruppe um Morgan Stanley das Sony Center an den südkoreanischen staatlichen Pensionsfonds NPS (National Pension Service) für rund 570 Millionen Euro.
Im Jahr 2017 wurde die Besitzgesellschaft des Sony Centers für 1,1 Milliarden Euro im Rahmen eines Share Deals weiterverkauft an die kanadische Immobiliengesellschaft Oxford Properties (eine Tochter des staatlichen Pensionsfonds für kommunale Angestellte der Provinz Ontario) und die New Yorker Investmentgesellschaft Madison International Realty.
Im ehemaligen Hotel Esplanade mit der Adresse Bellevuestraße 1 entstanden Eigentumswohnungen. Es bestehen drei Aufgänge und elf Stockwerke. Weitere Teile des Sony Centers entlang der Bellevuestraße befinden sich auf dem ehemaligen Gelände des Königlichen Wilhelms-Gymnasiums (1858–1924), in dem in den ehemaligen Schulgebäuden zwischen 1935 und 1945 der Volksgerichtshof tagte.
Im Untergeschoss befand sich neben einem IMAX ein von CineStar betriebenes Multiplex-Kino mit zehn Sälen, in dem häufig Filme in Originalsprache gezeigt wurden, auch im Rahmen der Berlinale. Beide wurden bei Auslaufen des Mietvertrags nach 20 Jahren zum 31. Dezember 2019 geschlossen.
Im November 2021 teilte der Eigentümer mit, dass das Sony Center bis Ende 2023 für insgesamt rund 200 Millionen Euro umfassend saniert wird.
Im Mai 2022 wurde bekannt gegeben, dass der norwegische Staatsfonds neuer Miteigentümer des Sony Centers in Berlin geworden ist. Für 677 Millionen Euro hat die Norges Bank Investment Management (NBIM) eine 50-prozentige Beteiligung an der Immobilie erworben, die übrigen 50 Prozent sind im Besitz der Oxford Properties Group verblieben.
Anfang April 2023 wurde mitgeteilt, dass die Wiedereröffnung erst im Sommer 2024 erfolgen soll.

## Architektur
Das stahl- und glasdominierte Bauensemble beinhaltet das ovale Forum, das sich als Teil des öffentlichen Stadtraumes versteht.
Den Kern des Centers bilden die erhaltenen Teile des historischen Hotels Esplanade. Der Kaisersaal mit seinen 1300 Tonnen Gewicht wurde in einem komplizierten Verfahren um 76 Meter verschoben, um die Verbreiterung der Potsdamer Straße für das geänderte Verkehrsaufkommen zu ermöglichen. Bei einem weiteren Teil des ehemaligen Hotelgebäudes handelt es sich um den Frühstücksraum, der ebenfalls aufgrund von Auflagen des Denkmalschutzes zu erhalten war. Dieser Raum ist in etwa 500 Teile zerlegt worden und später mit dem verschobenen Kaisersaal an neuer Stelle im Sony-Center wieder aufgebaut worden.
Eine 20 Meter hohe Glasfassade mit Seilnetz-Konstruktion überspannt die historischen Gebäude. Eine aufwendige Hochtechnikbrücke wurde über das alte denkmalgeschützte Bauwerk gespannt und führt zur neuen Esplanade Residence, die luxuriösen Wohnraum zur Verfügung stellt.
Die schräge Glasfassade wurde von Werner Sobek entworfen.
Der Architekturkritiker Michael Mönninger:

„Schon beim Wettbewerb für das 2,3 Hektar große Grundstück des Sony-Center am Potsdamer Platz in Berlin 1992 wurde Jahns siegreicher Entwurf eines überdachten Plaza-Ensembles aus neun zusammengeschobenen Einzelgebäuden scharf attackiert. Diese Amerikanisierung des gedeckten Stadtraums, so hieß es, würde sich von der individuellen Bauparzelle und dem unkontrollierten Straßenleben verabschieden. […] Selbst der verehrungswürdige Architekturhistoriker Jonas Geist […] verfing sich […] in einer ungewollten kultur-optimistischen Prophezeiung: Das Sony-Center sei ‚ein gläserner Fels ohne Affen‘, ein ‚Dampftopf mit Überdruck‘, der ‚im Rummel erstickt‘, ein ‚japanisierter Amerikanismus[‘], der nur ‚Bewusstlosigkeit‘ produziere und als Ausdruck des ‚entfesselten globalen Kapitals alle lokalen, ethnischen und sprachlichen Barrieren beseitigen‘ werde.

Doch nach zwanzig Jahren Betrieb und einigen Eigentümerwechseln ist am Potsdamer Platz der Untergang der abendländischen Stadt noch nicht eingetreten. Statt einer hermetisch klimatisierten Mall zeigt sich das Sony-Center als ein fast klassischer, ovaler Turbinenplatz mit jahreszeitlich sehr wechselhaften Außenraumqualitäten, über dem ein stürmisches Zeltdach mit exzentrischem Himmelsauge alle Blicke auf sich zieht. Die geneigten Innenseiten der Randbebauung mit ihren hochtransparenten Weißglasfassaden verschleifen die Raumgrenzen zwischen Innen und Außen zusätzlich. Alle Erdgeschossflächen sind, weil die Versorgungswege im Keller liegen, nicht mit Liefer- und Fluchtwegen blockiert, sondern durchgängig benutzbar, so dass reichlich Bewegungsraum übrig blieb. Der ursprüngliche Branchenmix aus Kino-, Kongress-, Kultur- und Bildungsbetrieben sowie Büros war vielfältiger als in manchen deutschen Fußgängerzonen.“

Ovales Dach von innen, rechts unten ist der Bahntower zu sehen

### Dach
Die Dachkonstruktion stellt eine spektakuläre Ingenieurleistung dar. Ein aufgefächertes Zeltdach aus Stoffbahnen ist mit Zugankern an einem Stahlring befestigt, der auf den umliegenden Gebäuden aufliegt. Es soll eines der Wahrzeichen Japans, den heiligen Berg Fujisan, symbolisieren. Nach japanischem Glauben wohnen die Kami in den Bergen, da Berlin allerdings in diesem Sinne keinen Berg hat, wurde kurzerhand das Sony-Center als künstlicher Wohnsitz für die Kami gebaut, damit Sony auch in Europa im Schutz dieser steht. Das Dach wurde vom österreichischen Stahlbauunternehmen Waagner-Biro errichtet.
Das Dach besteht aus 105 Tonnen Sicherheitsglas mit einer Gesamtfläche von 3.500 m². Das Dach erreicht eine Höhe von bis zu 67 und eine Länge von bis zu 102 Metern.

### Größe
Im Center befinden sich auf einer Geschossfläche von etwa 132.500 m² verschiedene Büroflächen von insgesamt rund 68.000 m², Wohnflächen von insgesamt etwa 26.500 m², ein Filmhaus mit rund 17.500 m², ein Unterhaltungszentrum mit rund 17.000 m², sowie Flächen für den Einzelhandel und die Gastronomie von etwa 8.100 m².

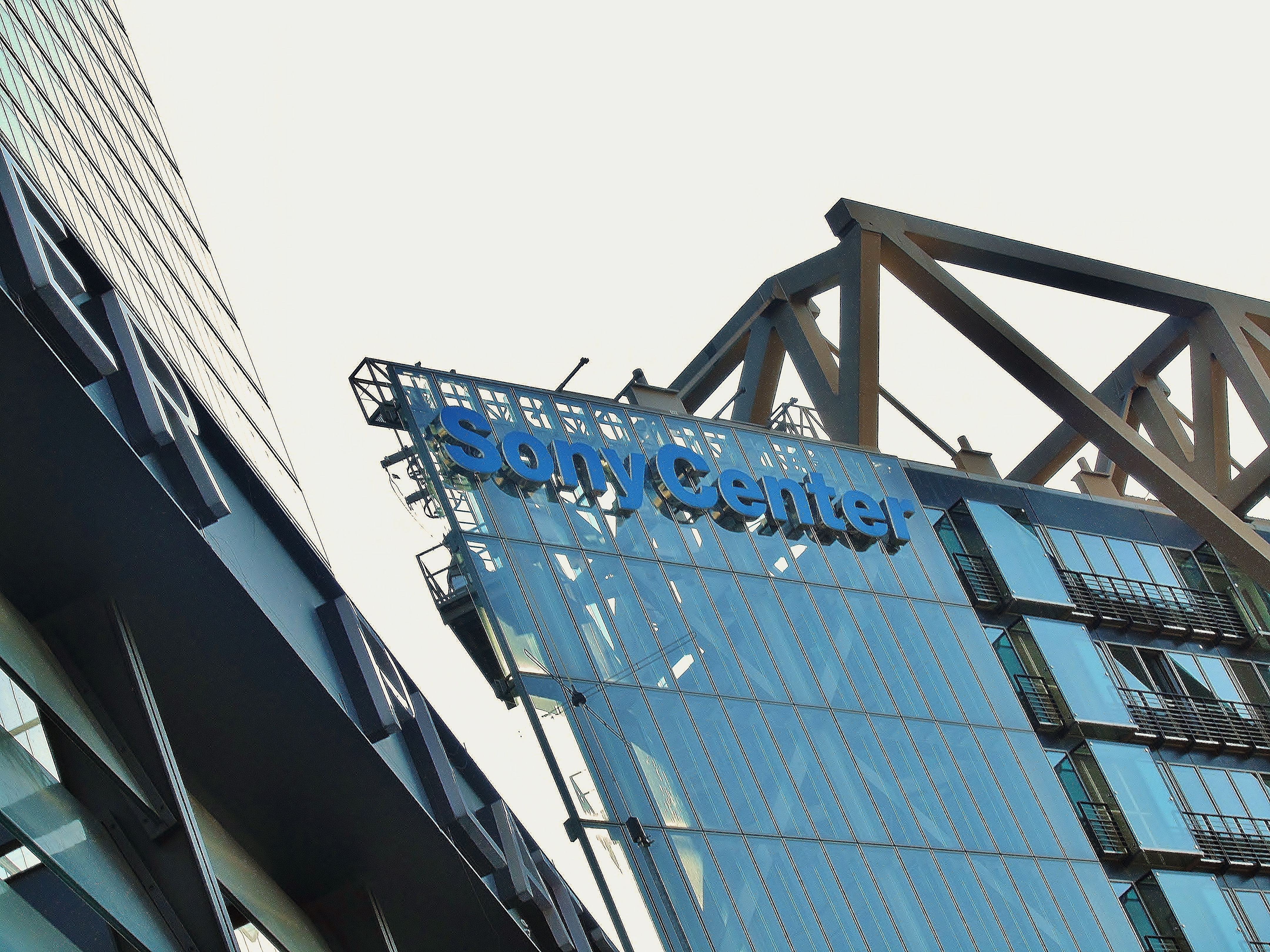
Schriftzug am Sony Center
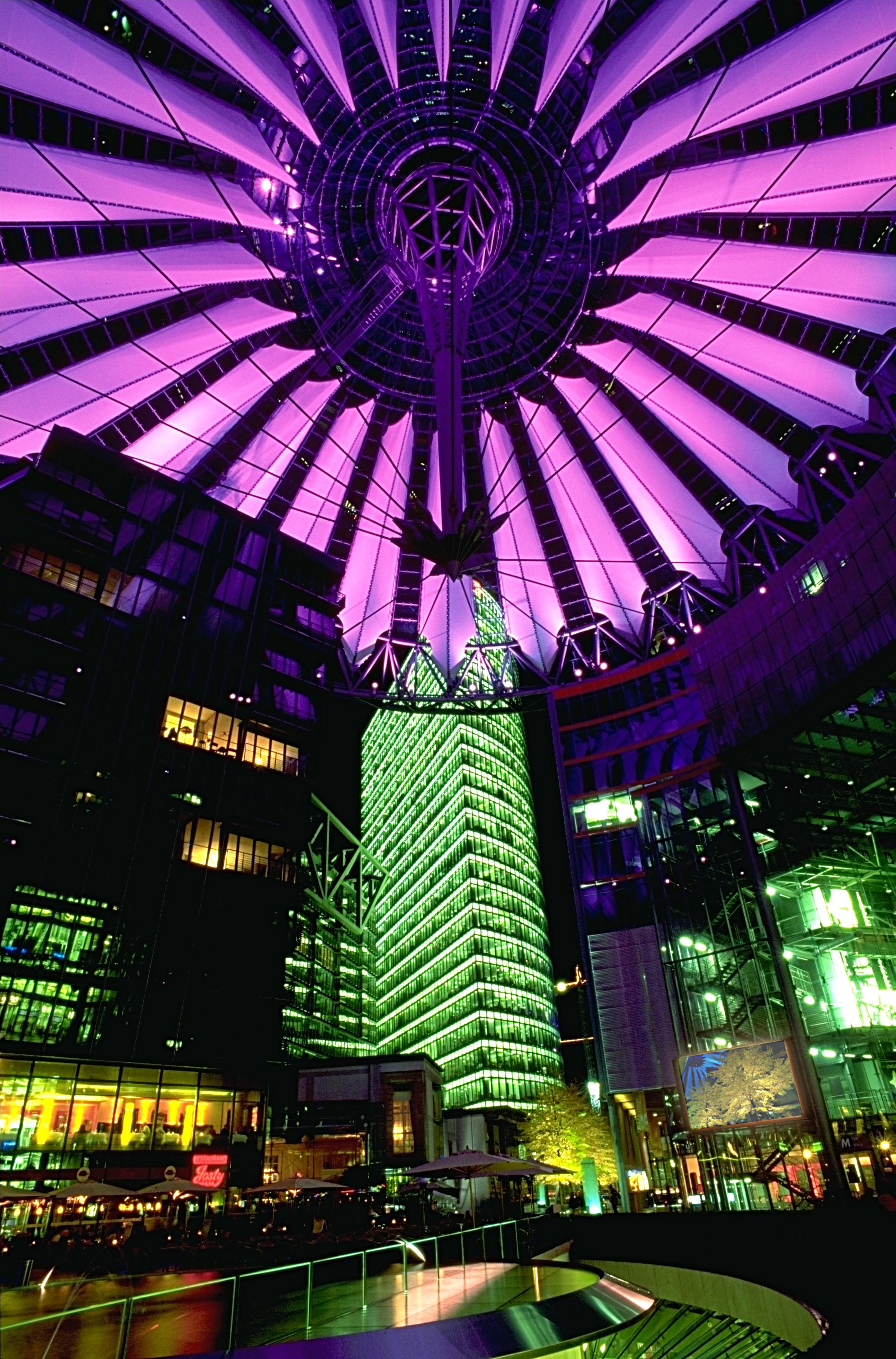
Forum des Centers bei Nacht
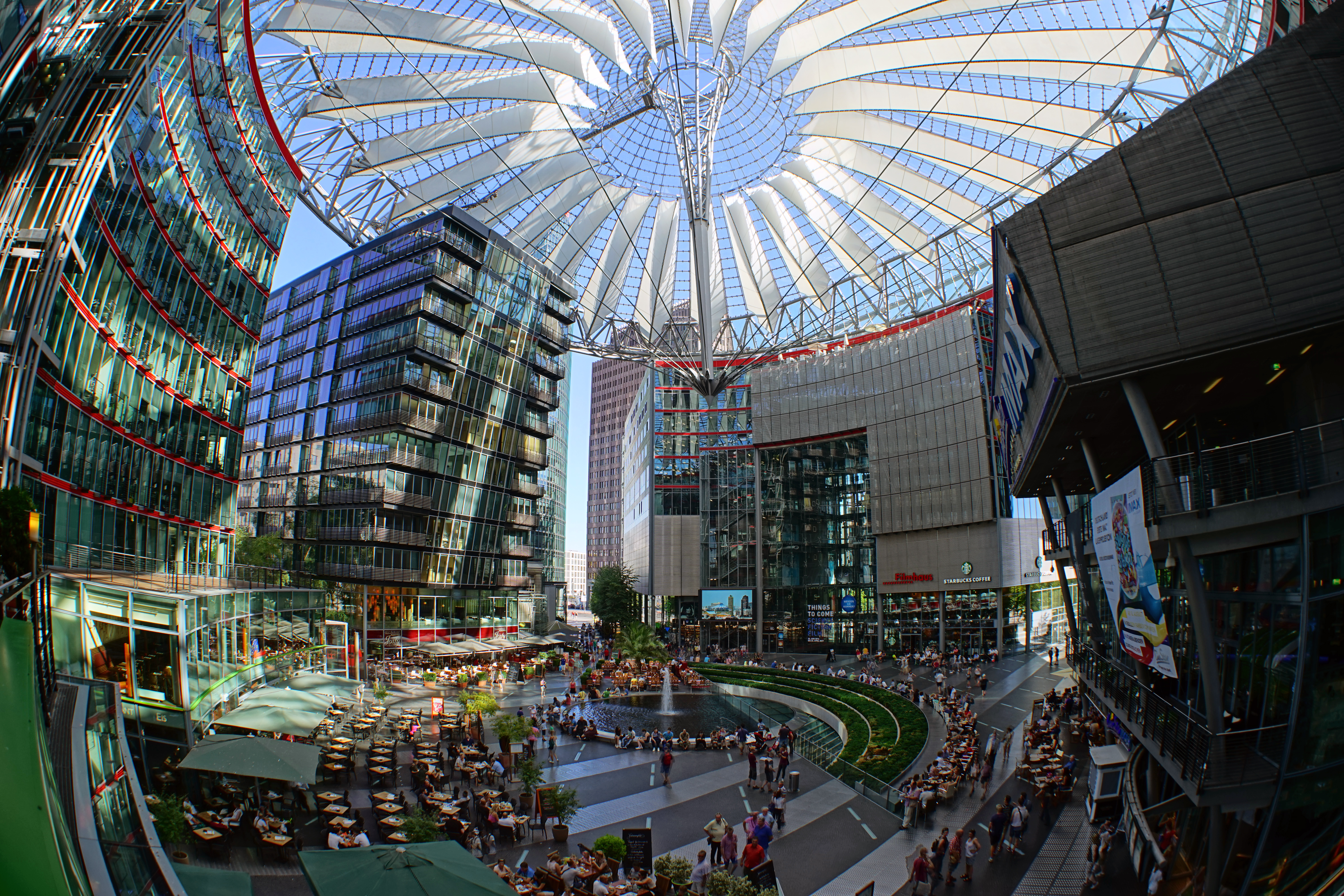
Innenansicht des Centers
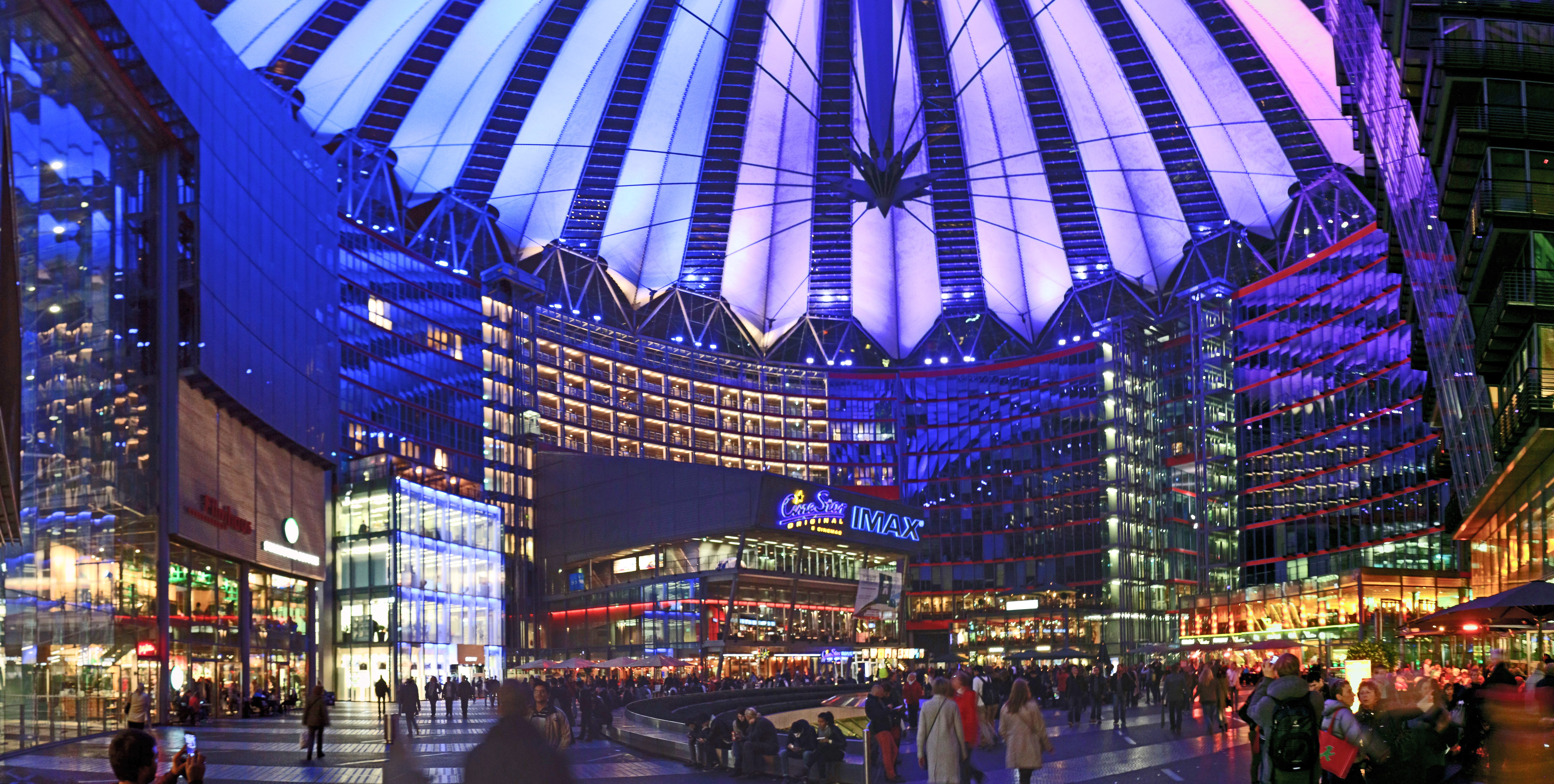
Panorama bei Nacht
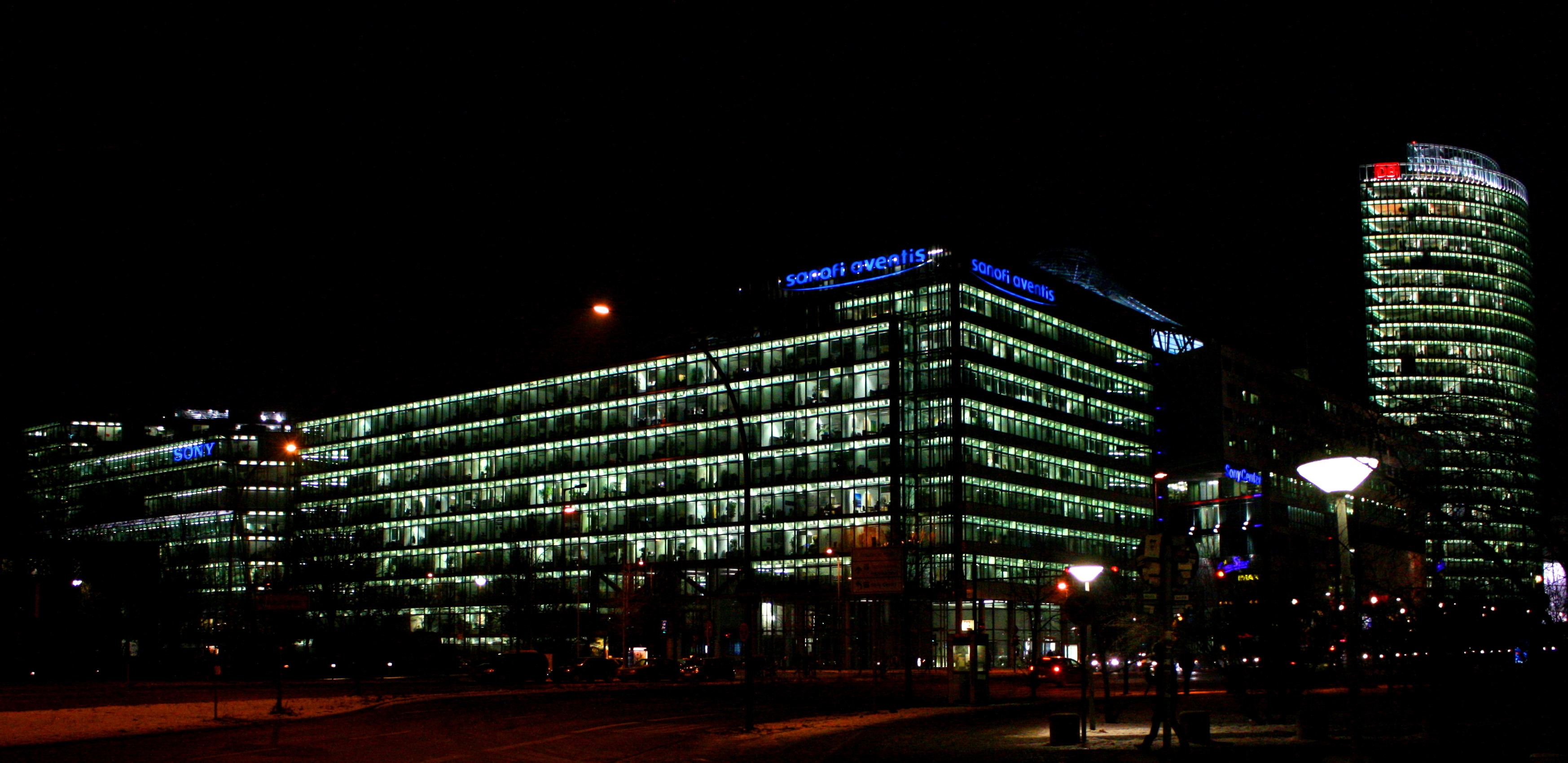
Abendaufnahme von Südwesten
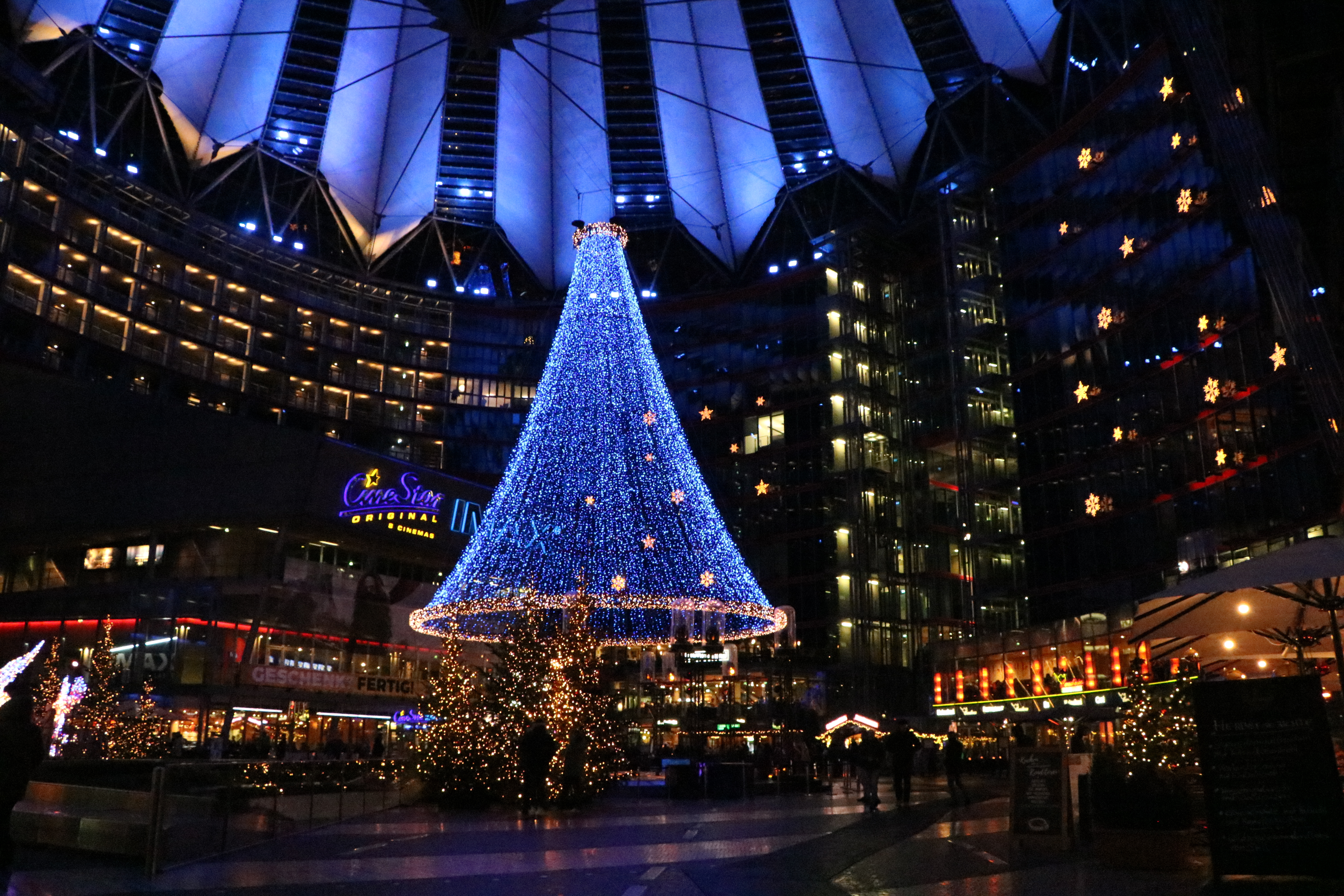
Weihnachtlich geschmückt, 2018